# Nabokoite
La nabokoite è un minerale.